# Nebulin
Nebulin je vezavni protein za aktin, ki se nahaja v izotropnem odseku sarkomere v skeletnih mišicah. Je dokaj velik protein, sestavljen iz okoli 7.000 aminokislin, molekulska masa pa znaša od 600-900 kDa. Lahko veže tudi do 200 aktinskih monomerov. Glede na to, da je njegova dolžina sorazmerna z dolžino aktinskih filamentov, je domnevano, da nebulin določa dolžino aktinskih filamentov med nastajanjem sarkomer. Druga, manjša izoforma nebulina, imenovana nebuleta, se nahaja v srčni mišiči.
Mutacije gena za nebulin lahko povzročijo nemalinsko miopatijo, avtosomno recesivno bolezen.